# Julio Losada
Julio Daniel Losada (16 de junho de 1950) é um ex-futebolista e técnico de futebol uruguaio que atuava como atacante.

## Carreira
Julio Losada fez parte do elenco da Seleção Uruguaia de Futebol, na Copa do Mundo de  1970.